# 사천 대방진 굴항
사천 대방진 굴항(泗川 大芳鎭 掘港)은 대한민국 경상남도 사천시 대방동에 있는 고려시대에 만들어진 군항시설이다.
1983년 12월 20일 경상남도 문화재자료 제93호 대방진 굴항으로 지정되었다가, 2018년 12월 20일 현재의 명칭으로 변경되었다.

## 개요
대방진 굴항은 고려시대에 우리나라 연안을 빈번히 침범하던 왜구의 노략질을 막기 위해 설치한 구라량의 진영이 있던 곳이다.
그 뒤 구라량이 폐쇄되어 쇠퇴했던 것을 조선 순조(재위1801∼1834) 때 진주 병마절도사가 진주목 관하의 창선도와 적량첨사와의 군사적 연락을 위해, 둑을 쌓아 굴항을 만든 것이다. 당시에는 300여 명의 상비군과 전함 2척을 상주시켜 병선의 정박지로 삼고 왜구를 방어하였다.
이 대방진 굴항을 쌓기 위하여 진주목 관하 73개면에서 수천명이 동원되어 1820년경에 완공하였다고 전한다.

## 현지 안내문
고려시대 말에 남해안에서 극성을 부리던 왜구를 막기 위해 설치한 군항시설의 하나이다. 왜구의 침략을 물리치기 위해 설치한 구라량영의 소속으로서, 임진왜란 때에는 충무공 이순신 장군이 수군기지로 이용하였다 한다.
현재의 굴항은 조선시대 순조 때 진주병마절도사가 진주목 관하 73개 면의 백성을 동원하여, 돌로 둑을 쌓아 만든 1820년 경에 완공한 것이다.
남해 창선도의 적량첨사와 군사적 연락을 취하던 기지로, 당시에는 300여의 수군과 전함 2척이 주둔하고 있었다 한다.

## 같이 보기
- 이순신
- 왜구

## 참고 자료
- 사천 대방진 굴항 - 국가유산청 국가유산포털